# 664

## أحداث
- الفتوحات الإسلامية: القوات الإسلامية بقيادة المهلب بن أبي صفرة تشن غارات من بلاد فارس، وتغزو ملتان في جنوب البنجاب (باكستان الحديثة). يفتح المسلمون مدينة كابول في غزوتهم من شرق أفغانستان.[1]

## وفيات
- عمرو بن العاص
- تماضر بنت عمرو المعروفة بالخنساء.